# Milewo-Brzegędy
Milewo-Brzegędy – wieś w Polsce położona w województwie mazowieckim, w powiecie przasnyskim, w gminie Krasne. Ma status sołectwa.
W skład sołectwa Milewo-Brzegędy wchodzi także wieś Milewo-Ruszczyny.
| SIMC    | Nazwa            | Rodzaj    |
| ------- | ---------------- | --------- |
| 0117334 | Milewo-Ruszczyny | część wsi |

W latach 1975–1998 miejscowość administracyjnie należała do województwa ciechanowskiego.